# Syllepte simmialis
Syllepte simmialis là một loài bướm đêm trong họ Crambidae.